# Juan Gabriel Valenzuela
Juan Gabriel Valenzuela (Santiago, 1996) es un cantante chileno. Es más conocido por haber ganado la segunda temporada de la versión chilena de The X Factor.

## Vida personal
Juan Gabriel Valenzuela ha debido sobrellevar una difícil vida con sus apenas 16 años de edad. Su madre está detenida y su padre acaba de ser liberado. Su sueño es poder reunir a sus hermanos que producto de los problemas familiares se encuentran viviendo en distintas comunas de Santiago.

## Carrera

### 2012:X Factor
Valenzuela audicionó para la temporada 2 de Factor X Chile en Santiago de Chile, frente a Tito Beltrán, Karen Doggenweiler, Mon Laferte y José Luis Rodríguez. Él audicionó con la canción «Como quien pierde una estrella» de Alejandro Fernández.
Juan Gabriel Valenzuela ganó la final de la segunda temporada de Factor X, al imponerse a Grey Cerro y a Francisca Barrera. La final fue el 15 de junio de 2012. Tras la votación final, el público lo dio por ganador con más del 68% de las preferencias.

### Actuaciones enX Factor
Juan Gabriel Valenzuela interpretó las siguientes canciones en X Factor:
| Show               | Tema                      | Orden | Canción                                  | Artista original      | Resultado                       |
| ------------------ | ------------------------- | ----- | ---------------------------------------- | --------------------- | ------------------------------- |
| Audición           | Elección del Audicionador | n/a   | «Como quien pierde una estrella»         | Alejandro Fernández   | Avanza a Taller                 |
| Taller 1           | Actuación grupal          | n/a   | «Que levante la mano»                    | Américo               | Avanza                          |
| Taller 2           | Actuación solista         | n/a   | «Miénteme una vez»                       | Los Vásquez           | Avanza a las Casa de los Jueces |
| Casa de los Jueces | Libre Elección            | n/a   | «De que Manera te Olvido»                | Vicente Fernández     | Avanza a los Shows en vivo      |
| Gala 1             | Libre Elección            | 6     | «No se olvidar»                          | Alejandro Fernández   | Salvado                         |
| Gala 2             | Baladas                   | 8     | «Vuelve»                                 | Ricky Martin          | Salvado                         |
| Gala 3             | Internacional             | 3     | «Ella»                                   | Pedro Infante         | Salvado                         |
| Gala 4             | Artistas favoritos        | 3     | «Procuro olvidarte»                      | Hernaldo Zúñiga       | Salvado                         |
| Gala 5             | Rock Latino               | 4     | «Cómo dejar de amarte»                   | Los Charros de Lumaco | Salvado                         |
| Gala 7             | —                         | 6     | «La Incondicional»                       | Luis Miguel           | Salvado                         |
| Gala 8             | —                         | 7     | «Ingrata»                                | Café Tacvba           | Salvado                         |
| Gala 9             | —                         | 5     | «Libre»                                  | Nino Bravo            | Salvado                         |
| Gala 10            | —                         | 5     | «Sin documentos»                         | Los Rodríguez         | Salvado                         |
| Semifinal          | —                         | 4     | «Los amigos» (a dúo José Luis Rodríguez) | Vicente Fernández     | Salvado                         |
| Semifinal          | —                         | 7     | «Insoportablemente bella»                | Emmanuel              | Salvado                         |
| Final              | Duetos                    | 3     | «Quiero ser Libre» (a dúo La Noche)      | La Noche              | Ganador                         |
| Final              | Mejor presentación        | 6     | «Ella»                                   | Pedro Infante         | Ganador                         |
| Final              | Elección del participante | 9     | «Echame a mi la culpa»                   | Albert Hammond        | Ganador                         |

- Nota: La semana 6 no está porque esa fue la semana de repechaje para una oportunidad para que entrara un participante más. Por ende esa semana fue de descanso para los participantes.